# Vardry McBee
Vardry McBee (født: 19. juni 1775 - død: 23. januar 1864) var en amerikansk sadelmager, købmand, bonde, og filantrop. Han er kendt for at blive kaldt far til Greenville, South Carolina.